# Alexis Saelemaekers
Alexis Jesse Saelemaekers, född 27 juni 1999, är en belgisk fotbollsspelare som spelar för AS Roma i Serie A, på lån från AC Milan. 

## Karriär

### Tidig karriär
Som 11-åring gick Saelemaekers med i sin första klubb, Verbroedering Beersel-Drogenbos. Inför säsongen 2011/2012 gick han till Anderlecht och började spela i deras U13-lag. Saelemaekers spelade en match för U19-laget i Uefa Youth League 2016/2017 samt fem matcher i Uefa Youth League 2017/2018.

### Anderlecht
Saelemaekers skrev i oktober 2017 på sitt första professionella kontrakt med Anderlecht. Den 16 februari 2018 debuterade Saelemaekers i Jupiler League i en 0–1-förlust mot Sint-Truiden, där han blev inbytt i den 74:e minuten mot Alexandru Chipciu. Den 8 juni 2018 förlängde Saelemaekers sitt kontrakt med fyra år.

### AC Milan
Den 31 januari 2020 lånades Saelemaekers ut till italienska AC Milan på ett låneavtal över resten av säsongen 2019/2020. Saelemaekers debuterade i Serie A den 2 februari 2020 i en 1–1-match mot Hellas Verona, där han blev inbytt i den 77:e minuten mot Davide Calabria.
Den 1 juli 2020 meddelade Milan att de utnyttjat en köpoption i låneavtalet och värvat Saelemaekers som skrev på ett kontrakt fram till den 30 juni 2024.

## Karriärstatistik
| Klubb              | Säsong             | Liga               | Liga    | Liga | Nationell cup | Nationell cup | Internationell cup | Internationell cup | Totalt  | Totalt |
| Klubb              | Säsong             | Division           | Matcher | Mål  | Matcher       | Mål           | Matcher            | Mål                | Matcher | Mål    |
| ------------------ | ------------------ | ------------------ | ------- | ---- | ------------- | ------------- | ------------------ | ------------------ | ------- | ------ |
| Anderlecht         | 2017/2018          | Jupiler Pro League | 11      | 0    | 0             | 0             | 0                  | 0                  | 11      | 0      |
| Anderlecht         | 2018/2019          | Jupiler Pro League | 30      | 0    | 1             | 0             | 3                  | 0                  | 34      | 0      |
| Anderlecht         | 2019/2020          | Jupiler Pro League | 16      | 2    | 3             | 0             | —                  | —                  | 19      | 2      |
| Anderlecht         | Totalt             | Totalt             | 57      | 2    | 4             | 0             | 3                  | 0                  | 64      | 2      |
| AC Milan (lån)     | 2019/2020          | Serie A            | 13      | 1    | 2             | 0             | —                  | —                  | 15      | 1      |
| AC Milan           | 2020/2021          | Serie A            | 32      | 2    | 1             | 0             | 7                  | 1                  | 40      | 3      |
| AC Milan           | 2021/2022          | Serie A            | 36      | 1    | 4             | 1             | 6                  | 0                  | 46      | 2      |
| AC Milan           | 2022/2023          | Serie A            | 28      | 2    | 1             | 0             | 8                  | 2                  | 37      | 4      |
| AC Milan           | Totalt             | Totalt             | 109     | 6    | 8             | 1             | 21                 | 3                  | 138     | 10     |
| Totalt i karriären | Totalt i karriären | Totalt i karriären | 166     | 8    | 12            | 1             | 24                 | 3                  | 202     | 12     |

1. 1 2  Matcher i Europa League.
2. 1 2  Matcher i Champions League.